# Battleforce – Angriff der Alienkrieger
Battleforce – Angriff der Alienkrieger (Originaltitel Independence Daysaster) ist ein kanadischer Science-Fiction-Actionfernsehfilm aus dem Jahr 2013 von W. D. Hogan.

## Handlung
4. Juli: In der US-amerikanische Kleinstadt Moose Ridge, in Oregon, bereitet sich die Bevölkerung auf die Feierlichkeiten anlässlich des Unabhängigkeitstags vor. Zu diesem Anlass wird US-Präsident Sam Garcette im Örtchen erwartet. Sein Sohn Andrew Garcette, ein Freund und seine Freundin Eliza und sein Onkel, der Feuerwehrmann Pete Garcette, erwarten ihn bereits. Just in diesem Moment dringen UFOs in den irdischen Luftraum ein und attackieren Garcettes Helikopter, der schlussendlich abgeschossen wird. Wie durch ein Wunder überlebt der Präsident den Absturz und kann sich aus den Trümmern befreien. Er schafft es, eine Farm zu erreichen.
Dort lebt der Blogger und Hacker Todd mit seiner Freundin Leni, die ebenfalls über profunde Kenntnisse in technischen Angelegenheiten verfügt. Sie sollen dem Präsidenten dabei helfen, Kontakt mit seinem militärischen Stab aufzunehmen. Seinem Vizepräsidenten Brubaker traut er ein solches Krisenmanagement nämlich nicht zu. Aufgrund der Abwesenheit des Präsidenten wird nun Brubaker als sein Nachfolger bestimmt. Er befiehlt Spears, dem Offizier der Basis, einen Gegenschlag auszuführen, in dessen Folge viele Kampfpiloten ihr Leben lassen müssen. Leider kristallisiert sich schon bald heraus, dass das irdische Militär keine Chance gegen die hochentwickelte Technologie der Aliens hat. Auch weitere Staaten werden attackiert, Frankreich und das Vereinigte Königreich verlieren dabei ihre politische Führung.
Aufgrund des Angriffs werden Andrew und seine Freunde vom United States Secret Service in Sicherheit gebracht. Pete folgt ihnen in einem Feuerwehrwagen. Während der Fahrt stößt er auf die Ufologin Celia Lehman, die ihn darum bittet, mitzunehmen. Lehman hat ein Gerät entwickelt, mit dessen akustischen Signale die Kommunikation der Aliens gestört werden kann. Obwohl Präsident Garcette Kontakt mit dem Führungsstab aufnehmen konnte, plant der Vizepräsident einen Atomschlag auf das Mutterschiff.
Nachdem die Gruppe um Präsident Garcette, Todd und Leni sich mit Pete, Eliza und Andrew (Andrews Freund und die Ufologin Lehman kamen ums Leben) vereinigt hatten, beschließen sie, mit einem Funkturm die Funktionalität des Mutterschiffs aufzuheben. Tatsächlich fällt unter anderen der Schutzschild des Mutterschiffes aus und eine Atombombe kann es zerstören. Der Film endet damit, dass eine große Flotte der Aliens Richtung Erde fliegt.

## Hintergrund
Der Film feierte am 27. Juni 2013 seine Premiere auf Syfy. Der Videovertrieb in Deutschland begann am 9. Januar 2014, weltweit startete er ab dem 27. Mai 2014. Der Film gilt als Mockbuster zum 1996 erschienenen Spielfilm Independence Day. Cinema sieht außerdem Parallelen zu Mars Attacks!.
Gedreht wurde im kanadischen Vancouver in British Columbia. Das Filmbudget wird auf 1,8 Mio. US-Dollar geschätzt.

## Rezeption
„Naiver, für den Videomarkt kostengünstig produzierter Science-Fiction-Film mit bescheidenen Spezialeffekten.“

„Daysaströser Unfug unterster Kategorie.“

Volker Schönenberger auf Die Nacht der lebenden Texte bewertet die Handlung, die Actionszenen, die Dramaturgie, das Schauspiel, die Effekts und Soundtracks als billig. Von der Machart werden Vergleiche mit der Filmproduktionsfirma The Asylum herangezogen. Final schreibt Schönenberger, dass es sich um filmischen Müll handelt, den man sich schöntrinken kann.